# Jadranska povelja
Jadranska povelja (Američko-jadranska povelja) savez koji su potpisale Albanija, Hrvatska i Makedonija sa SAD-om, dana 2. svibnja 2003. godine u Tirani s ciljem pružanja pomoći rečenim državama radi ostvarivanja uvjeta za pridruženje NATO-u. Dana 4. prosinca 2008. godine članstvu su pristupile Bosna i Hercegovina i Crna Gora, dok je iste godine Srbija dobila status promatrača. Dana 1. travnja 2009. godine Albanija i Hrvatska primljene su u članstvo NATO-a, a Kosovo je postiglo status promatrača 2012. godine. Dana 5. lipnja 2017. Crna Gora je također postala članica NATO-a.

## Članovi

### Članovi od 2003.
- Albanija (članica NATO-a od 2009.)
- Hrvatska (članica NATO-a od 2009.)
- Makedonija
- SAD (zemlja osnivač NATO-a)

### Članovi od 2008.
- Bosna i Hercegovina
- Crna Gora (članica NATO-a od 2017.)

## Promatrači
- Srbija (od 2008.)
- Kosovo (od 2012.)

## Vanjske poveznice
Mrežna mjesta
- Povelja o partnerstvu između Hrvatske, Albanije, Makedonije i Sjedinjenih Država, tekst povelje